# Азрад, Орен
Орен Эльяху Азрад (ивр. אורן אזרד‎) род. 19 июня 1976, Реховот, Центральный округ) — израильский пловец, участник летних Олимпийских игр 2000 года в эстафете 4×100 метров вольным стилем.

## Спортивная биография
Уже в юном возрасте Орен Азрад стал одним из лучших пловцов в Израиле и в 1998 году он получил спортивную стипендию на обучение в Университете Алабамы в Таскалусе. Здесь он активно продолжил заниматься плаванием под руководством экс-рекордсмена мира Джонти Скиннера
В 2000 году Азрад в составе эстафетной команды принял участие в летних Олимпийских играх в Сиднее. В предварительном раунде в эстафете 4×100 метров израильтяне показали время 3:22,06, побив национальный рекорд, но не смогли пробиться в финал, показав итоговый 14-й результат.